# Bulgarie au Concours Eurovision de la chanson junior
La Bulgarie participe au Concours Eurovision de la chanson junior depuis 2007.

## Pays hôte
Le pays a organisé le concours à une reprise, en 2015. 
Le pays vainqueur de l'année précédente en 2014, l'Italie, ne souhaite pas organiser l'édition suivante et c'est alors la Bulgarie, arrivée seconde, qui accepte de recevoir l'évènement. La soirée s'est déroulée le 21 novembre 2015 depuis l'Arena Armeec Sofia dans la ville de Sofia. L'évènement est présenté par Poli Genova, représentante bulgare aux concours Eurovision de la chanson 2011 et 2016.

## Représentants
| Année                    | Artiste                            | Chanson                                      | Langue           | Traduction du titre    | Place | Points |
| ------------------------ | ---------------------------------- | -------------------------------------------- | ---------------- | ---------------------- | ----- | ------ |
| 2007                     | Bon-bon                            | Bonbolandia (Бонболандия)                    | Bulgare          | Bonbonland             | 07    | 86     |
| 2008                     | Krastiana Krasteva                 | Edna Mechta (Една мечта)                     | Bulgare          | Un rêve                | 15    | 15     |
| Retrait en 2009 et 2010. |                                    |                                              |                  |                        |       |        |
| 2011                     | Ivan Ivanov                        | Superhero (Супергерой)                       | Bulgare          | Super-héros            | 08    | 60     |
| Retrait en 2012 et 2013. |                                    |                                              |                  |                        |       |        |
| 2014                     | Krisia, Ibrahim & Hasa             | Planet of the children (Планетата на децата) | Bulgare          | La planète des enfants | 02    | 147    |
| 2015                     | Gabriela Yordanova & Ivan Stoyanov | Colours of hope (Цветът на надеждата)        | Bulgare          | La couleur de l'espoir | 09    | 62     |
| 2016                     | Lydia Ganeva                       | Magical Day (Valšeben den) (Вълшебен ден))   | Bulgare, anglais | Jour magique           | 09    | 161    |
| Retrait de 2016 à 2020.  |                                    |                                              |                  |                        |       |        |
| 2021                     | Denislava et Marti                 | Voice of Love                                | Bulgare, anglais | La voix de l’amour     | 16    | 77     |
| Retrait depuis 2022.     |                                    |                                              |                  |                        |       |        |

- Première place
- Deuxième place
- Troisième place
- Dernière place
- Bulgarie organisateurs

## Galerie

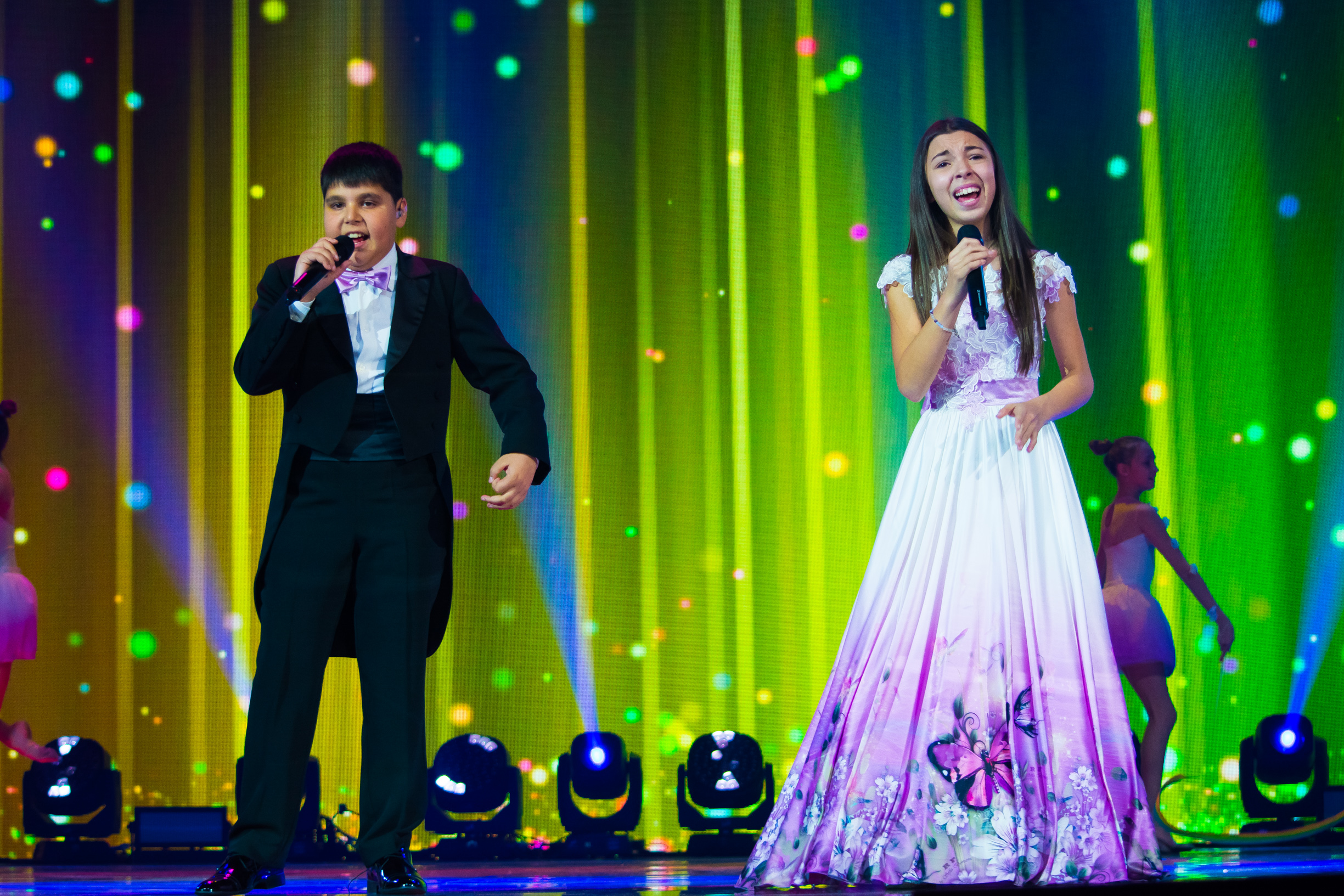
Gabriela Yordanova & Ivan Stoyanov à Sofia (2015).
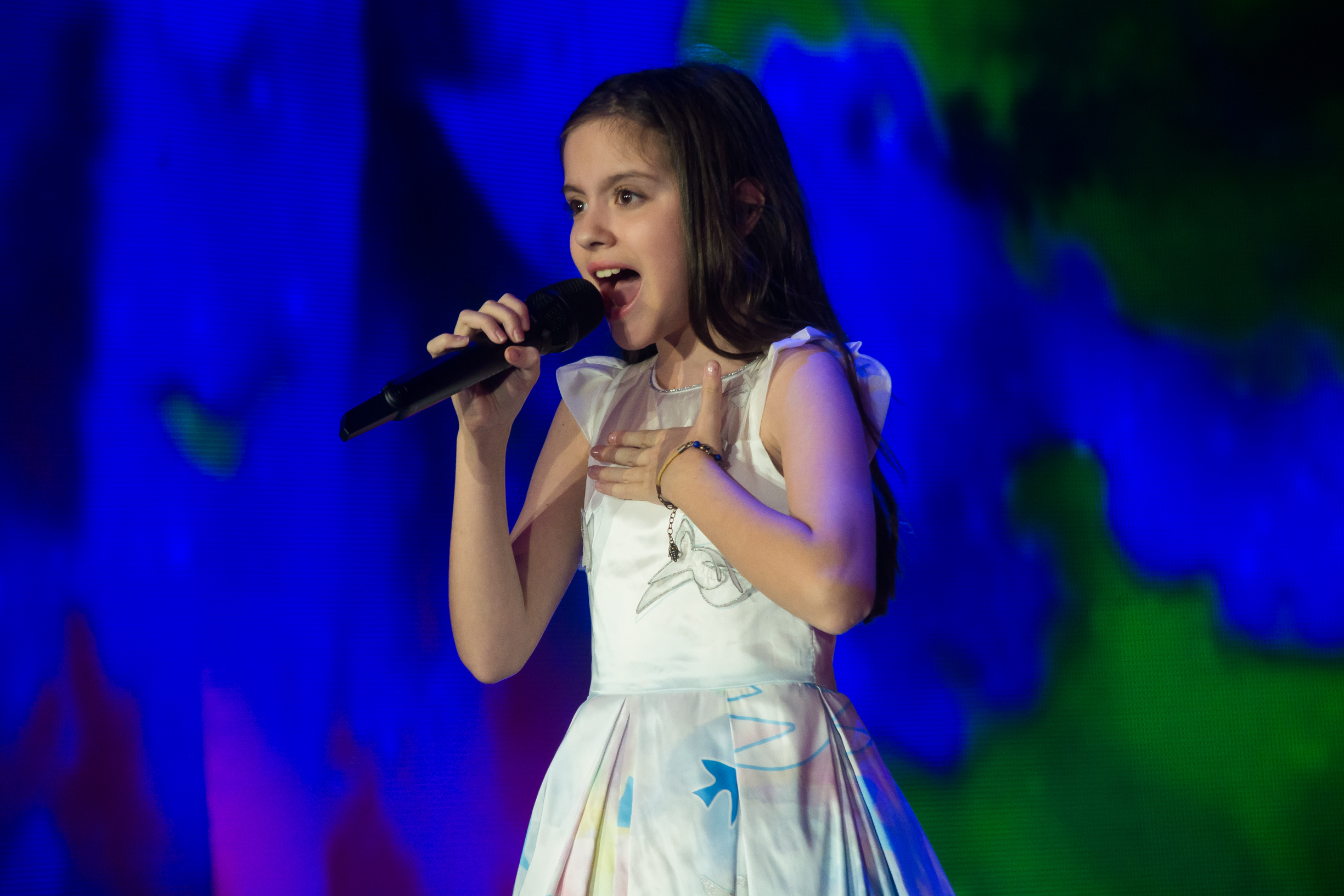
Lidia Ganeva à La Valette (2016).

## Historique de vote
La Bulgarie a donné le plus de points à...
| Rang | Pays        | Points |
| ---- | ----------- | ------ |
| 1    | Géorgie     | 23     |
| 2    | Arménie     | 20     |
| =    | Russie      | 20     |
| 4    | Macédoine   | 19     |
| =    | Biélorussie | 19     |

Et elle a reçu le plus de points de la part de...
| Rang | Pays      | Points |
| ---- | --------- | ------ |
| 1    | Macédoine | 22     |
| 2    | Géorgie   | 12     |
| 3    | Belgique  | 11     |
| 4    | Suède     | 8      |
| =    | Pays-Bas  | 8      |